# جید (مورتال کامبت)
جِید (به انگلیسی: Jade) یکی از شخصیت‌های بازی ویدئویی مورتال کامبت است. جید اولین بار در مورتال کامبت ۲ به شکل شخصیتی مخفی که قابل بازی کردن نبود ظاهر شد. او اولین بار در آلتیمت مورتال کامبت ۳ به شکل شخصیتی که می‌شد با او بازی کرد ظاهر شد.